# Оскобский сельсовет
Оскобский сельсовет — административно-территориальная единица, выделявшаяся в составе Тунгусско-Чунского района Эвенкийского автономного округа Красноярского края.

## История
9 апреля 1991 года Оскобский сельсовет был выделен из состава Ванаварского сельсовета.
В 1993 году — сельсовет был упразднён и была образована (сельская) администрация посёлка Оскоба.
Законом Эвенкийского автономного округа от 07.10.1997 № 63 вместо упразднённого Оскобского сельсовета была утверждена территориальная единица сельское поселение село (с 2002 года посёлок) Оскоба.
В 2010 году были приняты Закон об административно-территориальном устройстве и реестр административно-территориальных единиц и территориальных единиц Красноярского края, согласно которым посёлок Оскоба непосредственно вошёл в состав Эвенкийского района как административно-территориальной единицы с особым статусом.
Сельсовет выделялся как единица статистического подсчёта до 2002 года.
В ОКАТО сельсовет как объект административно-территориального устройства выделялся до 2011 года.

## Состав
| № | Населённый пункт | Тип населённого пункта | Население |
| - | ---------------- | ---------------------- | --------- |
| 1 | Оскоба           | посёлок                | →15       |